# Parque da Cidade do Porto

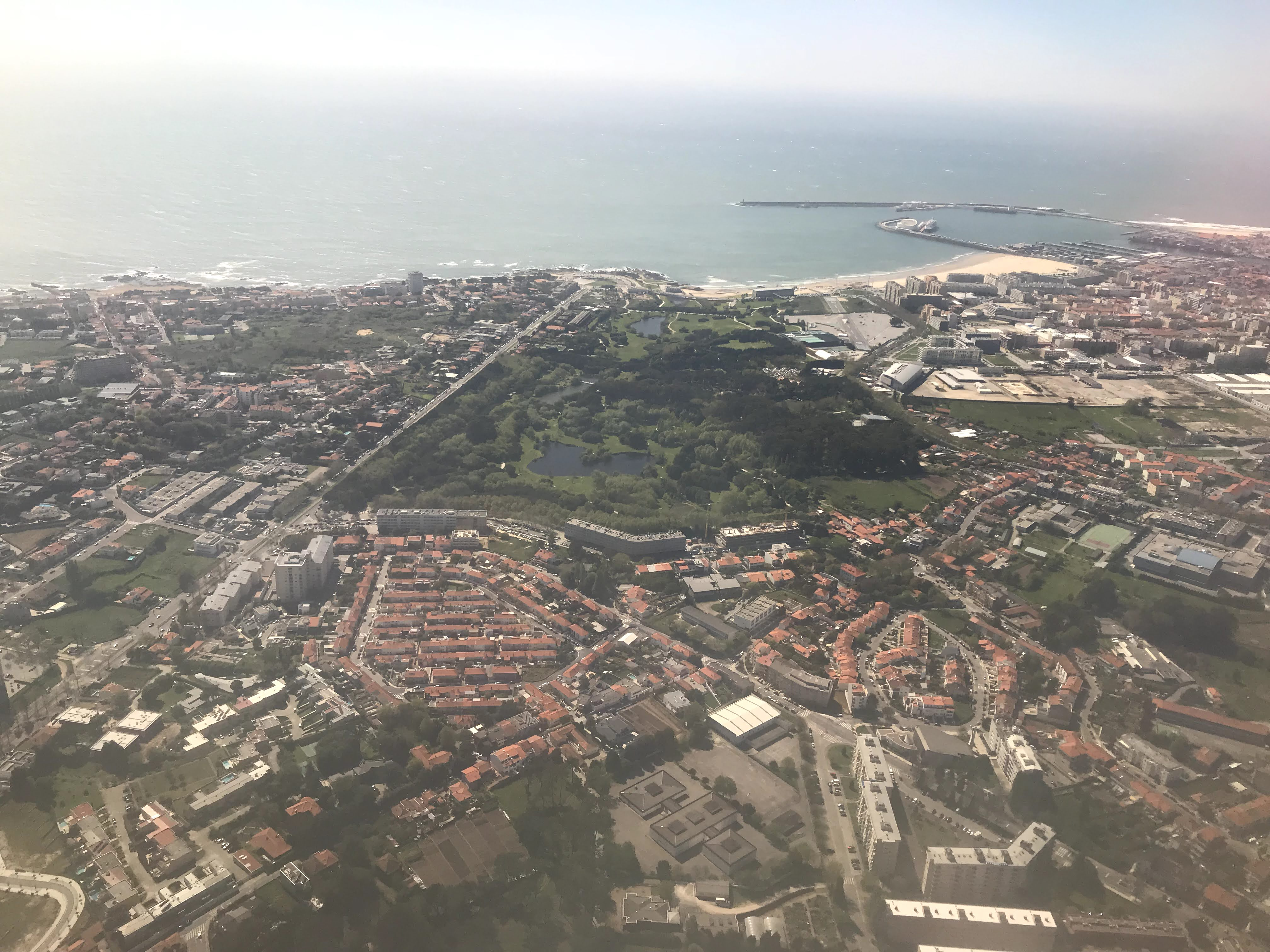
Vista aérea do parque

O Parque da Cidade do Porto, da autoria do arquitecto paisagista Sidónio Pardal, é o maior parque urbano do país, ocupando um total de 83 hectares e cerca de 10 km de caminhos.
O parque é uma paisagem sofisticadamente arquitectada, com lagos, flora e fauna variada, integrada no tecido da cidade. A modelação do terreno, os elementos de pedra e o arvoredo criam interioridades particularmente aprazíveis onde o visitante não percebe que está numa área densamente povoada.

## História
A cerca de 1916-1918, Ezequiel de Campos propõe a aquisição de terrenos para a construção de um parque na cidade do Porto. Nos anos 60, encontram-se reservados terrenos no Plano de Urbanização do arquitecto Robert Auzelle. Porém só em 1982 se dá início aos primeiros estudos conceptuais. Dois anos mais tarde, realiza-se no Arquivo Histórico da Casa do Infante, uma exposição sobre os referidos estudos. Em 1991, inicia-se a construção continuada, com projeto do arquiteto paisagista Sidónio Pardal..

## Equipamentos Complementares

### Pavilhão da água
O Pavilhão da Água foi um dos pavilhões temáticos existentes na Expo 98. Foi instalado no Parque da Cidade no Porto após o encerramento da exposição. Este edifício da propriedade da Câmara Municipal do Porto é gerido pela Fundação Ciência e Desenvolvimento.
Encontra-se aberto ao público no Parque da Cidade desde 28 de Dezembro de 2002. O Edifício, da autoria dos arquitectos Alexandre Burmester e José Carlos Gonçalves, foi projectado de forma a criar a ilusão de que está suspenso no ar e pensado para ser visitado de forma lúdica e cientifica.
O Pavilhão da Água encontra-se junto à entrada norte, na Estrada Interior da Circunvalação.

### Sea Life Center
Em 18 de Junho de 2009 abriu no parque, junto à Rotunda do Castelo do Queijo, um aquário privado de acesso público, denominado Sea Life Center.

### Queimódromo
A zona do parque conhecida como o Queimódromo, é um recinto adjacente ao parque da cidade, onde se realizam eventos esporádicos. O espaço albergou a Feira Popular do Porto até ao seu encerramento, e actualmente é utilizado para a realização da Queima das Fitas da Federação Académica do Porto, serve também de apoio ao Circuito Urbano da Boavista,  ao Redbull Air Race 2017 e local de partida e chegada da Maratona do Porto.

## Projectos futuros

### Alargamento
Está em estudo o alargamento para Matosinhos e a união com o Parque Real, passando por baixo da Circunvalação. A estrada continuará à cota actual.
O Parque Real, situado na fronteira das freguesias de Matosinhos e da Senhora da Hora, também será alargado com a despoluição e requalificação das margens da ribeira da Riguinha.

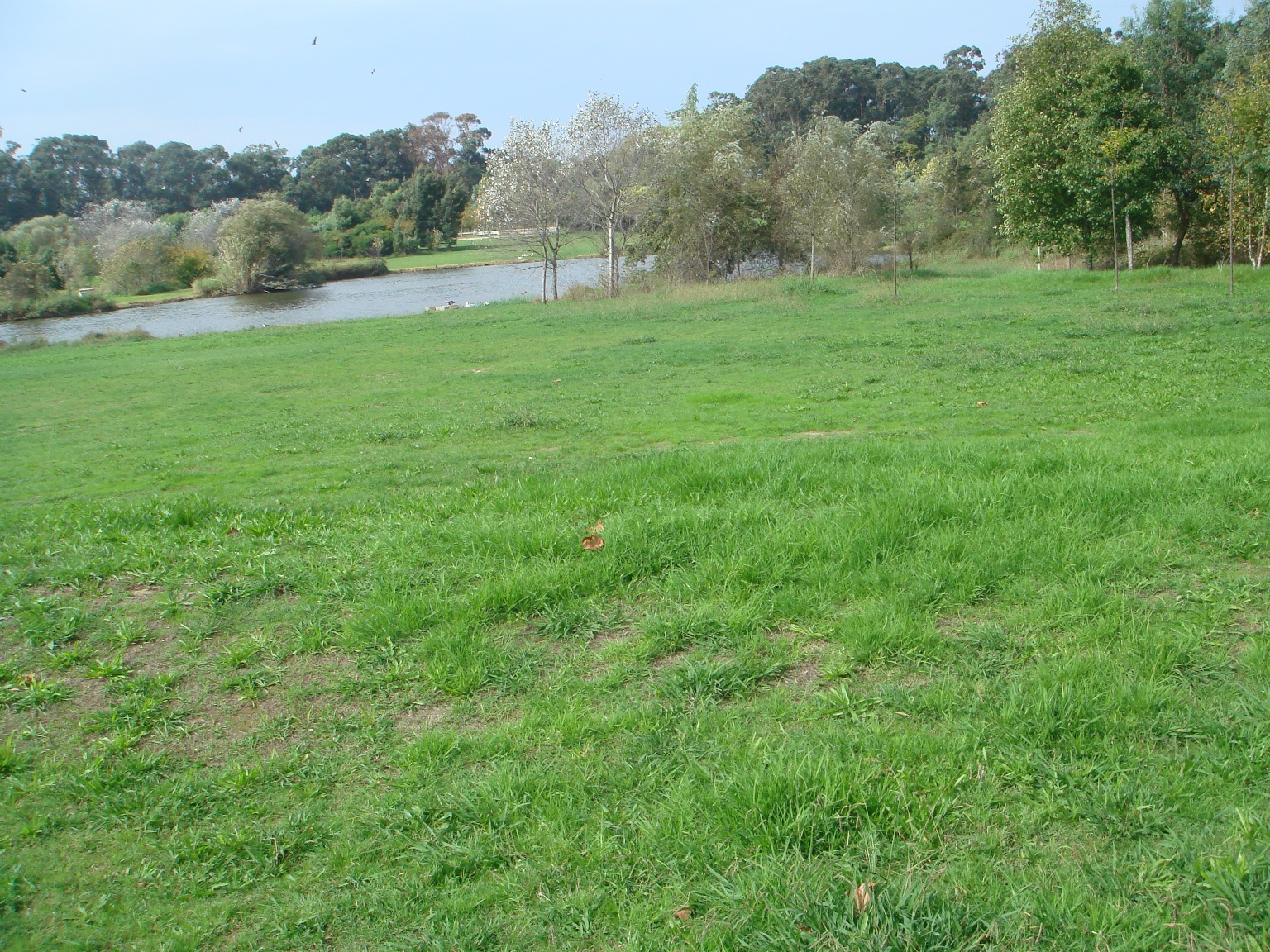
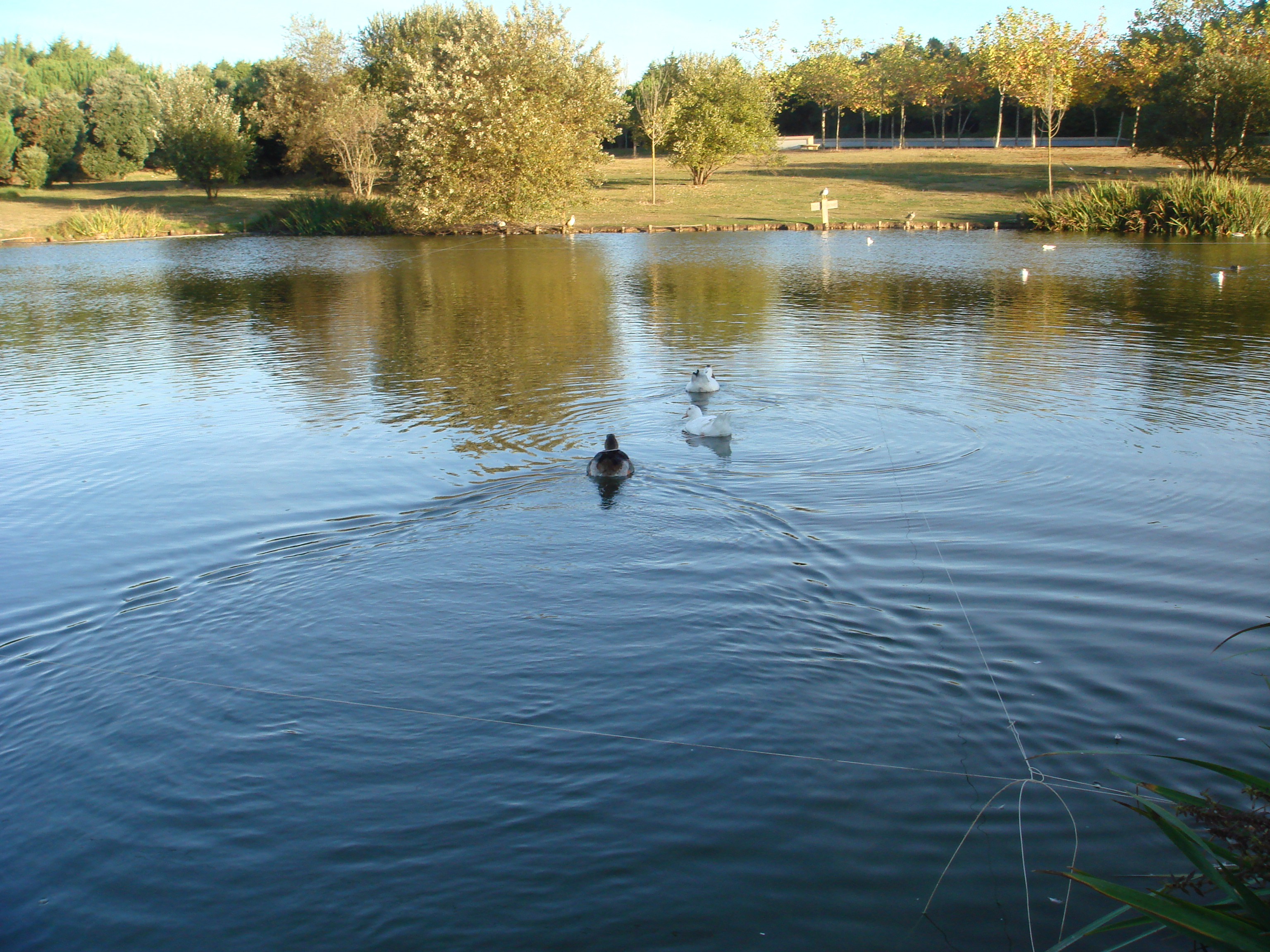